# Åbent forhold
Et åbent forhold er et parforhold der er seksuelt ikke-monogamt. Begrebet adskiller sig fra polyamori ved at det generelt indikerer at der er et primært følelsesmæssigt og intimt forhold mellem to parter, der bliver enige om at der i mindste er en mulighed for et seksuelt eller følelsesmæssigt forhold med andre.
Åbne forhold inkluderer alle typer romantiske forhold (dating, ægteskab osv.) som er åben. Et åbent forhold er et forhold, hvor én eller flere parter har tilladelse til at have et romantisk eller seksuelt forhold til personer uden for det åbne forhold. Dette er i modsætning til traditionellet "lukkede" forhold, hvor begge parter er enige om udelukkende at have et forhold til den anden part. Konceptet med åbne forhold er kendt siden 1970'erne.
Der findes flere forskellige typer af åbne forhold, inklusive:
- Forhold med flere partnere, mellem tre eller flere partnere, hvor et seksuelt forhold ikke optræder mellem alle de involverede parter.[3]
- Hybridforhold, hvor én part er ikke-monogam og den anden er monogam.[3]
- Swinging, hvor singler eller partnere i et parforhold dyrker sex med andre som en rekreationel eller social aktivitet.